# Диброва, Пётр Акимович
Пётр Акимович Диброва (6 сентября 1901, Шамраевка, Полтавская губерния — 30 сентября 1971, Москва) — советский военачальник. Участник Великой Отечественной войны, член Военного совета Северо-Западного фронта, член Военного совета 59-й и 2-й ударной армий Волховского фронта, командир 145-й стрелковой дивизии, комендант Берлина. Генерал-майор (1943).

## Биография
Родился в деревне Шамраевка Полтавской губернии (ныне — в Полтавском районе Полтавской области) в семье крестьянина. В Красной Армии с 1918 года. В 1919 году окончил курсы красных командиров в Полтаве. В составе партизанского отряда на территории Полтавской губернии участвовал в борьбе против немецких интервентов и петлюровцев. В 1920—1922 — волостной военком, командир отряда по борьбе с бандитизмом. В сентябре 1926 года окончил Киевское Военно-политическое училище. Политрук полковой школы 138-го сп 46-й сд (Переяслав Киевской области, сентябрь 1926 — апрель 1928). Старший инструктор культуры и пропаганды политотдела 46-й сд (Киев, ноябрь 1929 — март 1932).
Преподаватель, старший преподаватель и руководитель соцэкономдисциплин 1-го Киевского артучилища (Киев, март 1932 — апрель 1938). В августе 1938 назначен членом Военного совета Житомирской армейской группы войск КОВО.
С декабря 1940 — член Военного совета Прибалтийского особого военного округа.

## Великая Отечественная война
После того, как в июне ПрибОВО был преобразован в Северо-Западный фронт, Пётр Диброва назначен на должность члена Военного совета Северо-Западного фронта, однако в связи с неудачами начального периода войны был смещён с этого поста.
С августа по ноябрь 1941 года был военкомом 30-й Иркутской ордена Ленина, дважды Краснознаменной и ордена Трудового Красного Знамени стрелковой дивизии 9-й армии Южного фронта. С 18 декабря 1941 года по 16 июня 1942 года — член Военного совета 59-й армии Волховского фронта, с 17 июня 1942 по 5 декабря 1942 год — член Военного совета 2-й ударной армии, в составе которых принимал участие в Любанской и Синявинской операциях.
С января по август 1943 года окончил ускоренный курс Высшей военной академии имени Ворошилова. В августе 1943 года был назначен командиром 15-й запасной стрелковой бригады в Сталинграде. В апреле 1944 назначен командиром 145-й стрелковой дивизии. Вместе с ней участвовал в Витебско-Оршанской и Рижской операциях. 29 сентября 1944 года был тяжело ранен в левую руку на НП дивизии в боях близ западных предместий г. Балдоне. Лечился в госпиталях до мая 1946 года, перенес 3 операции.

## Послевоенный период
Начальник курса военно-исторического факультета Военной академии им. М. В. Фрунзе (июнь 1946 — январь 1952). Работая начальником курса военно-исторического факультета, одновременно учился и в декабре 1951 г. с отличием окончил академию им. М. В. Фрунзе. С января 1952 по июль 1956 был комендантом советского сектора Берлина. По возвращении из Германии — на должности начальника курса 3-го факультета (подготовка офицеров стран народной демократии) Военной академии им. М. В. Фрунзе (Москва, июль 1956—1960). С 1960 года — в отставке.
Умер в 1971 году. Похоронен в Москве на Преображенском кладбище.

## Воинские звания
- батальонный комиссар (1935)
- полковой комиссар (апрель 1938)
- бригадный комиссар (2.08.1938)
- дивизионный комиссар (4.11.1939)
- корпусной комиссар (27.12.1940)
- генерал-майор интендантской службы (20.12.1942)[1]
- генерал-майор (1.09.1943)

## Награды
- Орден Ленина (21.02.1945)
- 4 ордена Красного Знамени (1941, 11.07.1944[2], 3.11.1944, …)
- Орден Отечественной войны I степени (22.11.1944[3])
- Орден Красной Звезды
- Юбилейная медаль «XX лет Рабоче-Крестьянской Красной Армии»
- Медаль «В ознаменование 100-летия со дня рождения Владимира Ильича Ленина» (6 апреля 1970[4])
- Медаль «За оборону Ленинграда»
- Медаль «За победу над Германией в Великой Отечественной войне 1941—1945 гг.» (9 мая 1945[5])
- Юбилейная медаль «Двадцать лет Победы в Великой Отечественной войне 1941—1945 гг.» (7 мая 1965[6])
- Медаль «30 лет Советской Армии и Флота».[7]
- Юбилейная медаль «40 лет Вооружённых Сил СССР»[8]
- Юбилейная медаль «50 лет Вооружённых Сил СССР» (26 декабря 1967[9])
- Медаль «В память 250-летия Ленинграда»
- Знак МО СССР «25 лет Победы в Великой Отечественной войне» (24 апреля 1970 года)